# Лига правде (филм)
Лига правде (енгл. Justice League) амерички је научнофантастични суперхеројски филм из 2017. године редитеља Зака Снајдера, а по сценарију Криса Терија и Џоса Видона и филмској причи Криса Терија и Зака Снајдера на основу стрипа Лига правде аутора Гарднера Фокса и наставак филма Бетмен против Супермена: Зора праведника из 2016. године. Продуценти филма су Чарлс Ровен, Дебора Снајдер, Џон Берг и Џоф Џонс. Музику је компоновао Дени Елфман. Ово је пети наставак у серији филмова из Ди-Сијевог проширеног универзума.
Глумачку екипу чине Бен Афлек, Хенри Кавил, Гал Гадот, Џејсон Момоа, Езра Милер, Реј Фишер, Киран Хиндс, Ејми Адамс, Вилем Дафо, Џеси Ајзенберг, Џереми Ајронс, Дајана Лејн, Кони Нилсен и Џ. К. Симонс. Светска премијера филма је одржана 26. октобра 2017. године у Пекингу, а у америчке биоскопе је пуштен 17. новембра исте године.
Буџет филма је износио 300 милиона долара, те је један од најскупљих филмова икада направљених, а зарада од филма је 657,9 милиона долара. Добио је помешане критике од стране критичара, који су похвалили акционе сцене и глуму, али су критиковали радњу, филмски темпо и рачунарски генерисане ефекте. Видонова режија је такође критикована, а тон филма је наишао на поларизован одговор, при чему су неки ценили светлији тон у поређењу са претходним филмовима из серијала, а други су га сматрали недоследним и неприродним. Након премијере филма, фанови су почели да се залажу за објављивање Снајдерове оригиналне верзије филма; Warner Bros. је одлучио да настави са пројектом у фебруару 2020. године. Објављена је као Лига правде Зака Снајдера на платформи HBO Max 18. марта 2021. године.

## Радња
Подстакнут обновљеном вером у човечанство и инспирисан Суперменовим несебичним чином, Брус Вејн (Бен Афлек) тражи помоћ своје новооткривене савезнице, Дајане Принс (Гал Гадот), у суочавању с највећим непријатељем до сада. Заједно, Брус Вејн и Дајана Принс морају да пронађу тим суперљуди како би отклонили нову претњу. Упркос формацији коју чине хероји Бетмен, Чудесна жена, Аквамен (Џејсон Момоа), Флеш (Езра Милер) и Киборг (Реј Фишер), можда ће бити прекасно да се спаси планета од напада катастофалних размера.

## Улоге
| Глумац         | Улога                       |
| -------------- | --------------------------- |
| Бен Афлек      | Брус Вејн / Бетмен          |
| Хенри Кавил    | Кларк Кент / Супермен       |
| Гал Гадот      | Дајана Принс / Чудесна жена |
| Џејсон Момоа   | Артур Кари / Аквамен        |
| Езра Милер     | Бери Ален / Флеш            |
| Реј Фишер      | Виктор Стоун / Киборг       |
| Киран Хиндс    | Степенвулф                  |
| Ејми Адамс     | Лоис Лејн                   |
| Џереми Ајронс  | Алфред Пениворт             |
| Дајана Лејн    | Марта Кент                  |
| Кони Нилсен    | краљица Хиполита            |
| Џ. К. Симонс   | Џејмс Гордон                |
| Џеси Ајзенберг | Лекс Лутор                  |